# Istituto storiografico dell'Università di Tokyo
L'Istituto storiografico dell'Università di Tokyo (東京大学史料編纂所?, Tōkyō daigaku shiryō hensanjo) è un centro di ricerca giapponese specializzato nella storia.
Fu creato sotto forma di struttura indipendente nel 1869 dal governo Meiji allo scopo di scrivere una storia del Giappone che permettesse di legittimare il nuovo potere imperiale. Prese a modello strutture simili create nei precedenti periodi imperiali, in particolare nel periodo Nara e nel periodo Heian.
La sua struttura evolse varie volte fino al 1888, data nella quale divenne una delle componenti dell'Università di Tokyo. Il lavoro sulla sua prima storia del Giappone, il Dai Nihon shiryō, cominciò nel 1882, e la prima versione fu pubblicata nel 1901.